# Eric Fellner
Eric Fellner, né le 10 octobre 1959, est un producteur britannique de cinéma. Conjointement avec Tim Bevan, il est co-président de la société de production Working Title Films.

## Filmographie partielle
- 1986 : Sid et Nancy
- 1990 : Secret défense
- 1991 : Un baiser avant de mourir
- 1991 : Year of the Gun, l'année de plomb
- 1994 : Le Grand Saut
- 1995 : La Dernière Marche
- 1997 : Le Petit Monde des Borrowers
- 1998 : Elizabeth
- 1999 : Guns 1748
- 2001 : Capitaine Corelli
- 2001 : The Barber
- 2002 : 40 jours et 40 nuits
- 2002 : Ali G
- 2002 : Le Gourou et les Femmes
- 2002 : Pour un garçon
- 2003 : Fausses Apparences
- 2003 : Johnny English
- 2003 : Love Actually
- 2003 : Thirteen
- 2004 : Bridget Jones : L'Âge de raison
- 2004 : La Plus Belle Victoire
- 2004 : Shaun of the Dead
- 2004 : Thunderbirds
- 2005 : Nanny McPhee
- 2005 : Orgueil et Préjugés
- 2006 : Au nom de la liberté
- 2006 : Vol 93
- 2007 : Elizabeth : L'Âge d'or
- 2007 : Hot Fuzz
- 2007 : Mise à prix
- 2007 : Reviens-moi
- 2008 : Burn After Reading
- 2008 : Frost/Nixon
- 2008 : Un jour, peut-être
- 2008 : Wild Child
- 2009 : Good Morning England
- 2009 : Jeux de pouvoir
- 2010 : Green Zone
- 2010 : Nanny McPhee et le Big Bang
- 2010 : Senna
- 2011 : Johnny English, le retour
- 2011 : La Taupe
- 2011 : Paul
- 2012 : Contrebande
- 2012 : Miracle en Alaska
- 2013 : Closed Circuit
- 2013 : Le Dernier Pub avant la fin du monde
- 2013 : Mariage à l'anglaise
- 2013 : Rush
- 2014 : Favelas
- 2014 : The Two Faces of January
- 2014 : Une merveilleuse histoire du temps
- 2015 : Everest de Baltasar Kormákur
- 2015 : Legend de Brian Helgeland
- 2015 : We Are Your Friends
- 2015 : The Program de Stephen Frears
- 2016 : Ave, César ! (Hail, Caesar!) de Joel et Ethan Coen
- 2016 : Grimsby : Agent trop spécial (The Brothers Grimsby) de Louis Leterrier
- 2016 : Bridget Jones Baby (Bridget Jones's Baby) de Sharon Maguire
- 2017 : Baby Driver d'Edgar Wright
- 2017 : Confident Royal (Victoria & Abdul) de Stephen Frears
- 2017 : Le Bonhomme de neige (The Snowman) de Tomas Alfredson
- 2017 : Les Heures sombres (Darkest Hour) de Joe Wright
- 2018 : Otages à Entebbe (7 Days in Entebbe) de José Padilha
- 2018 : Gentlemen cambrioleurs (King of Thieves) de James Marsh
- 2018 : Marie Stuart, reine d’Écosse (Mary Queen of Scots) de Josie Rourke
- 2019 : Alex, le destin d'un roi (The Kid Who Would Be King) de Joe Cornish
- 2019 : Radioactive de Marjane Satrapi
- 2019 : Yesterday de Danny Boyle
- 2021 : Last Night in Soho d'Edgar Wright
- 2021 : Cyrano de Joe Wright
- 2022 : Ticket to Paradise d'Ol Parker
- 2024 : Drive-Away Dolls d'Ethan Coen
- 2025 : Bridget Jones : Folle de lui (Bridget Jones: Mad About the Boy) de Michael Morris
- 2025 : Honey Don't! d'Ethan Coen
- 2025 : Crime 101 de Bart Layton